# 惠特曼 (麻薩諸塞州)
惠特曼（英語：Whitman）是一個位於美國麻薩諸塞州普利茅斯縣的鎮。

## 人口
根據2020年美國人口普查的數據，惠特曼的面積為18.10平方千米，當中陸地面積為18.00平方千米，而水域面積為0.10平方千米。當地共有人口15121人，而人口密度為每平方千米835人。